# Favosites
Favosites is een geslacht van uitgestorven koralen, dat leefde van het Ordovicium tot het Devoon. De wanden tussen gemineraliseerde poliepen (korallieten) zijn poreus en faciliteerde het transport van voedingsstoffen. Favosites gedijden, zoals veel koralen, in warme en heldere zeeën. Ze voedden zich door microscopisch plankton te filteren met hun stekende tentakels. Veel soorten waren rifbouwend. Het geslacht had een wereldwijde verspreiding en kwam voor van het Laat-Ordovicium naar het Laat-Perm.

## Beschrijving
Dit koraal was een kolonievormend organisme, dat vlakke tot halfbolle kolonies van zeer uiteenlopend formaat vormde. De individuen waren hoekig tot afgerond en sloten dicht tegen elkaar, zodat er een honingraatstructuur ontstond. De holle calices bevatten minder dan twaalf korte, even lange septa (dunne scheidingswanden in het kalkskelet of -schaal). De dunne wanden waren doorboord door kleine poriën. De talrijke tabulae (horizontale platen) waren min of meer vlak en horizontaal. Het geslacht bewoonde ondiepe wateren in rifkalken en kalkhoudende schalies. De normale calyxdiameter bedroeg ongeveer twee centimeter.